# 2PM
2PM (hangul: 투피엠) är ett sydkoreanskt pojkband bildat 2008 av JYP Entertainment. 
Gruppen består av de sex medlemmarna Jun. K, Nichkhun, Taecyeon, Wooyoung, Junho och Chansung.

## Biografi
Ursprungligen var de sju medlemmar, men är för närvarande bara sex på grund av ett plötsligt avhopp från ledaren Jaebeom efter en Internetkontrovers i september 2009. 2PM är en av de två delgrupperna som uppstod ur pojkbandet One Day, som var 11 medlemmar (innan Jaebeoms avhopp), där den andra gruppen var 2AM. De debuterade med sången "10 Jeom Manjeome 10 Jeom" (Hangul: 10점 만점에 10점, Eng: 10 Points Out of 10 Points), med vilken de även visade upp sin akrobatik- och b-boy-dansstil.

## Medlemmar
| Artistnamn   | Artistnamn | Födelsenamn        | Födelsenamn | Födelsedatum     | Medlemstid |
| Romanisering | Hangul     | Romanisering       | Hangul      | Födelsedatum     | Medlemstid |
| Nuvarande    | Nuvarande  | Nuvarande          | Nuvarande   | Nuvarande        | Nuvarande  |
| ------------ | ---------- | ------------------ | ----------- | ---------------- | ---------- |
| Jun. K       | 준케이     | Kim Min-jun        | 김민준      | 15 januari 1988  | 2008-idag  |
| Nichkhun     | 닉쿤       | Nichkhun Horvejkul | 닉쿤        | 24 juni 1988     | 2008-idag  |
| Taecyeon     | 택연       | Ok Taec-yeon       | 옥택연      | 27 december 1988 | 2008-idag  |
| Wooyoung     | 우영       | Jang Woo-young     | 장우영      | 30 april 1989    | 2008-idag  |
| Junho        | 준호       | Lee Jun-ho         | 이준호      | 25 januari 1990  | 2008-idag  |
| Chansung     | 찬성       | Hwang Chan-sung    | 황찬성      | 11 februari 1990 | 2008-idag  |
| Tidigare     |            |                    |             |                  |            |
| Jay Park     | 제이 박    | Park Jae-beom      | 박재범      | 25 april 1987    | 2008-2010  |

## Diskografi

### Album
| Albuminformation                                           | Topplacering          | Topplacering   |           |
| Albuminformation                                           | Sydkorea (Gaon Chart) | Japan (Oricon) |           |
| Koreanska                                                  | Koreanska             | Koreanska      | Koreanska |
| ---------------------------------------------------------- | --------------------- | -------------- | --------- |
| 01:59PM (Studioalbum) - Släppt: 10 november 2009           | 1                     | 16             |           |
| Still 02:00PM (EP-skiva) - Släppt: 11 oktober 2010         | 1                     | —              |           |
| Hands Up (Studioalbum) - Släppt: 20 juni 2011              | 1                     | 17             |           |
| Grown (Studioalbum) - Släppt: 6 maj 2013                   | 1                     | 10             |           |
| Go Crazy! (Studioalbum) - Släppt: 15 september 2014        | 3                     | 18             |           |
| No.5 (Studioalbum) - Släppt: 15 juni 2015                  | 1                     | 14             |           |
| Gentlemen's Game (Studioalbum) - Släppt: 13 september 2016 | 1                     | 12             |           |
| Japanska                                                   |                       |                |           |
| Republic of 2PM (Studioalbum) - Släppt: 30 november 2011   | —                     | 4              |           |
| Legend of 2PM (Studioalbum) - Släppt: 13 februari 2013     | —                     | 1              |           |
| Genesis of 2PM (Studioalbum) - Släppt: 29 januari 2014     | —                     | 1              |           |
| 2PM of 2PM (Studioalbum) - Släppt: 15 april 2015           | —                     | 1              |           |
| Galaxy of 2PM (Studioalbum) - Släppt: 27 april 2016        | —                     | 1              |           |

### Singlar
| År        | Titel                               | Topplacering          | Topplacering   |
| År        | Titel                               | Sydkorea (Gaon Chart) | Japan (Oricon) |
| Koreanska | Koreanska                           | Koreanska             | Koreanska      |
| --------- | ----------------------------------- | --------------------- | -------------- |
| 2008      | "10 Out of 10"                      | 7                     | —              |
| 2008      | "Only You (Winter Special)"         | —                     | —              |
| 2009      | "Again & Again"                     | 1                     | —              |
| 2009      | "I Hate You"                        | 1                     | —              |
| 2009      | "Heartbeat"                         | 1                     | —              |
| 2009      | "My Color"                          | 40                    | —              |
| 2009      | "Cabi Song" (med Girls' Generation) | 2                     | —              |
| 2010      | "Without U"                         | 1                     | —              |
| 2010      | "I'll Be Back"                      | 4                     | —              |
| 2010      | "Tik Tok" (med Yoon Eun-hye)        | 7                     | —              |
| 2010      | "Crazy 4 S"                         | —                     | —              |
| 2010      | "Open Happiness"                    | 19                    | —              |
| 2010      | "Follow Your Soul"                  | —                     | —              |
| 2010      | "Don't Stop Can't Stop"             | 1                     | —              |
| 2010      | "What's Your Celebration?"          | 127                   | —              |
| 2010      | "Thank You"                         | 18                    | —              |
| 2010      | "Fly to Seoul (Boom Boom Boom)"     | 67                    | —              |
| 2010      | "Nori for You"                      | 42                    | —              |
| 2010      | "This Christmas" (med JYP Nation)   | 30                    | —              |
| 2011      | "Hands Up"                          | 1                     | —              |
| 2012      | "Share the Beat"                    | 137                   | —              |
| 2013      | "Come Back When You Hear This Song" | 7                     | —              |
| 2013      | "A.D.T.O.Y."                        | 16                    | —              |
| 2014      | "Go Crazy!"                         | 5                     | —              |
| 2015      | "My House"                          | 7                     | —              |
| 2016      | "Promise (I'll Be)"                 | 61                    | —              |
| Japanska  |                                     |                       |                |
| 2011      | "Take Off"                          | —                     | 4              |
| 2011      | "I'm Your Man"                      | —                     | 4              |
| 2011      | "Ultra Lover"                       | —                     | 4              |
| 2012      | "Beautiful"                         | —                     | 2              |
| 2012      | "One Day" (med 2AM)                 | —                     | 5              |
| 2012      | "Masquerade"                        | —                     | 2              |
| 2013      | "Give Me Love"                      | —                     | 2              |
| 2013      | "Winter Games"                      | —                     | 1              |
| 2014      | "Go Crazy!"                         | —                     | 2              |
| 2015      | "Guilty Love"                       | —                     | 1              |
| 2015      | "Higher"                            | —                     | 2              |
| 2016      | "Promise (I'll Be)"                 | —                     | 2              |